# Mélanie Robillard
Pour les articles homonymes, voir Robillard.
Mélanie Robillard,née le 3 octobre 1982 à Sussex dans le Nouveau-Brunswick au Canada, est une joueuse professionnelle internationale de curling.
Mélanie Robillard est née d'une mère allemande Helga et d'un père canadien-français Jean. Enfant, la famille Robillard s'installe à Ottawa. Son père est un ancien joueur de curling. Elle étudie au Lycée Claudel d’Ottawa et s'entraîne tous les dimanches au curling.
En 2000, Mélanie Robillard, 17 ans, était le chef de file de l'équipe de Jenn Hanna du Club de Curling d'Ottawa, mais l'équipe perdait dans la finale provinciale junior. En 2002, Mélanie Robillard créa sa propre équipe mais lors de la finale provinciale junior, son équipe a perdu. 
En 2004, la famille a déménagé à Bruxelles en raison de la mutation de son père, membre de la Gendarmerie royale du Canada pour un poste de l'OTAN en Belgique. Mélanie étudie le droit à l'Université libre de Bruxelles. 
En 2008, elle participe, au sein de l'équipe allemande, sous la direction de la championne allemande Andrea Schöpp, au championnat d'Europe de curling mixe, et remporte la médaille d'or.
En 2010, elle participe à l'épreuve de curling aux Jeux olympiques d'hiver de 2010 dans l'équipe allemande. La même année elle est classée troisième au championnat du monde féminin de curling.
En 2011, parlant le français, l'allemand, l'anglais et l'espagnol, elle entraîne l'équipe masculine et féminine espagnole de curling.